# Herbert Schirmer
Herbert Schirmer (Ashland, 8 luglio 1945) è un poliziotto statunitense, presunta vittima di un rapimento alieno.
Il suo caso fu esaminato dalla Commissione Condon.
Il presunto rapimento avvenne ad Ashland, Nebraska, il 3 dicembre 1967, quando Schirmer aveva 22 anni e prestava servizio come sergente di polizia. Il 13 febbraio 1968 egli fu esaminato sotto ipnosi dallo psicologo Ronald Leo Sprinkle dell'Università del Wyoming.
Schirmer raccontò di avere visto lungo la strada un oggetto bianco, che aveva inizialmente scambiato per un camion dato che aveva luci rosse lampeggianti. Egli ricevette una comunicazione telepatica dal veicolo, che gli impedì di estrarre la pistola. Schirmer disse sotto ipnosi che gli esseri che si trovavano sul veicolo avevano un aspetto leggermente simile a rettili umanoidi, indossavano una specie di tuta con l'emblema di un serpente alato, erano amichevoli e dicevano di prevenire da una vicina galassia e di avere basi su Venere.
Il dottor Sprinkle pensò che Schirmer credeva in ciò che stava dicendo e non si era inventato consapevolmente la storia. Dopo le indagini, la Commissione Condon concluse che "sulla base della valutazione dei test psicologici, dei colloqui con il poliziotto e della mancanza di qualsiasi evidenza, non si poteva concludere che l'esperienza fosse stata fisicamente reale".
L'esperienza di Schirmer è stata riportata nel libro Gods Demons and Space Chariots.